# Henk op den Velde
Jan Hendrik (Henk) op den Velde (Zaandam, 1 juni 1901 - Groß-Rosen, 31 december 1944) was een Nederlandse verzetsstrijder tijdens de Tweede Wereldoorlog.

## Levensloop
Op den Velde groeide op in Zaandam. Hij verliet op 13-jarige leeftijd de schoolbanken en werkte eerst in de werktuigbouw en vervolgens in de elektrotechniek. In 1922 werd hij onder de wapenen geroepen en kwam terecht bij de verbindingsdienst. Daar experimenteerde hij met radioverbindingen. Zodoende leerde hij ook zelf radio's bouwen. Hij begon in 1925 een eigen radiofabriekje. In 1927 startte hij een plaatselijke radiocentrale.
Al vroeg in de Tweede Wereldoorlog raakte Op den Velde betrokken bij het verzet. Bij de Ordedienst (OD) werd hij hoofd technische afdeling. Op den Velde beheerde het binnenlandse zendernetwerk van de OD. Na een conflict werd hij hoofd van de radiodienst. Hij slaagde erin een werkende verbinding met de Nederlandse regering in Londen op te zetten, een zeldzaamheid op dat moment in de oorlog. Via geheime agenten ontving hij vanuit Londen een speciale zender.
De Sicherheitsdienst kwam Op den Velde op het spoor doordat hij een OD-adres bezocht dat in de gaten werd gehouden. De Duitsers schaduwden hem op zijn weg naar huis en kwamen er achter dat hij handelde in radiogoederen. Dat was voldoende reden om zijn telefoon af te tappen. Op 2 maart 1944 vond er een inval plaats, waarbij zowel Hendrik op den Velde als zijn vrouw Fien werden opgepakt. De Sicherheitsdienst vond verschillende goed verborgen radiozenders en telegrammen die waren verstuurd. Met die informatie slaagden de Duitsers erin de zendcode te kraken. Zij probeerden nog verbinding met Londen te leggen door zich voor de toen als Op den Velde, maar het zendspel slaagde niet.
Er was afgesproken dat in het geval van onraad een kamerlinde die in de vensterbank stond zou worden verwijderd. De overval verliep echter zo snel dat daar geen tijd voor was. Zodoende liep eerst dominee Jan Eikema, die boodschappen codeerde en decodeerde, en daarna geheim agent Dré Ausems in de val. Zowel Eikema, door te doen of hij op regulier huisbezoek is, als Ausems, door zich voor te doen als een medewerker van Fokker, wisten zich er uit te praten. Een aantal andere verzetsleden die het huis van Op den Velde bezochten in de dagen daarna vergaat het minder goed.
Marinus de Rijke, die een jaar lang in de werkplaats van Op den Velde illegale zendapparatuur bouwde, werd op 3 maart gepakt en verloor het leven uiteindelijk in Neuengamme. Een andere medewerker Wim van Galen kwam er uiteindelijk af met meerdere weken gevangenis. Op 4 maart liepen vier OD/RVV-medewerkers tegen de lamp. Van hen overleefde K. Simons de oorlog niet. Het laatste slachtoffer was Wim Keeman die op 6 maart werd gearresteerd. Keeman had op dat moment de leiding over de binnenlandse radiodienst van de OD. Hij werd uiteindelijk in april 1945 bevrijd in Sachenhausen.
Op den Velde werd in eerste instantie overgebracht naar het zogenaamde Oranjehotel in Scheveningen. Daarna belandde hij via het Groot Seminarie in Haaren en de kampen Vught en Sachsenhausen in Groß-Rosen. In Groß-Rosen overleed hij op oudjaarsdag 1944. Fien op den Velde werd na een aantal maanden gevangenschap vrijgelaten.
In Zaandam werd een straat naar Op den Velde vernoemd: de J.H. op den Veldestraat. In 2013 verscheen er een boek van de hand van zijn drie zonen een boek over zijn leven. Het boek is getiteld J.H. op den Velde: Deelnemer aan het verzet in de Zaanstreek.

## Persoonlijk
Op den Velde trouwde in 1930 met Johanna Clasina Hubert. Met haar kreeg hij twee zonen, maar het stel ging in 1937 uit elkaar. Daarna ontmoette hij Fien de Vries met wie hij nog een zoon kreeg.